# Elasmosomites arkadyleleji
Elasmosomites arkadyleleji (лат.) — ископаемый вид наездников-браконид рода †Elasmosomites из подсемейства Euphorinae (Braconidae). Европа, эоценовый янтарь (около 40 млн лет): Россия (балтийский янтарь). Видовое название дано в честь доктора биологических наук А. С. Лелея за его крупный вклад в исследование перепончатокрылых насекомых.

## Описание
Длина тела самки около 2 мм, длина переднего крыла 1,6 мм. Основная окраска тела красновато-коричневая; задняя часть брюшка коричневая, передние и средние ноги желтовато-коричневые. Усики слегка утолщённые, нитевидные, состоят из 14 члеников, с короткими и довольно редкими тёмными щетинками, примерно в 0,7 раза длиннее тела. Скапус в 1,8 раза длиннее максимальной ширины, примерно в 2,2 раза длиннее педицеля. Длина первого членика жгутика в 3,7 раза больше его максимальной ширины на вершине, в 1,3 раза больше длины скапуса, в 1,3 раза больше длины второго членика. Длина предпоследнего членика в 1,9 раза больше его ширины, в 0,7 раза больше длины заострённого вершинного членика. Длина мезосомы в 1,6 раза больше максимальной ширины. Мезоскутум в 1,4 раза шире своей длины посередине, густо пунктирован с субмедианным продольным килем в задней трети. Переднее крыло в 2,7 раза длиннее его максимальной ширины, его мембрана полностью и густо щетинистая. Костальная жилка (C+SC+R) отчётливо утолщена, заметно расширяется к вершине. Короткая и рудиментарная костальная ячейка присутствует дистально. Птеростигма широкая и относительно короткая, треугольной формы, в 2,3 раза длиннее своей максимальной ширины.
Новый вид отличается от типового вида †Elasmosomites primordialis Brues, 1933 тем, что тело в основном красновато-коричневое, а задняя половина брюшка — бледно-коричневая (полностью чёрная у E. primordialis), антенны в основании заметно светлые (полностью чёрные у E. primordialis), передние и средние ноги желтовато-коричневые (почти чёрные или тёмно-коричневые у E. primordialis), длина первого членика жгутика в 3,7 раза больше его максимальной ширины (в 2,8 раза у E. primordialis), возвратная жилка (m-cu) переднего крыла длиннее, примерно в 1,5 раза длиннее второй медиальной абсциссы (2-SR + M) (короче, не длиннее второй медиальной абсциссы (2-SR + M) у E. primordialis).

## Систематика и этимология
Вид был впервые описан по одной крылатой самке из балтийского янтаря в 2021 году доктором биологических наук С. А. Белокобыльским (ЗИН РАН, Санкт-Петербург, Россия). Это второй вид рода †Elasmosomites Brues, 1933, который около 90 лет считался монотипическим и включал только типовой вид †Elasmosomites primordialis Brues, 1933. Этот род включён в трибу Neoneurini, современные представители которой в основном известны как паразитоиды рабочих муравьёв рода Formica, реже Camponotus, Cataglyphis, Lasius и Polyergus (все из подсемейства Formicinae), тогда как для ископаемых представителей рода †Elasmosomites теперь известны хозяева, принадлежащие к родам Ctenobethylus и Lasius (подсемейства Dolichoderinae и Formicinae, соответственно). Большинство современных видов трибы Neoneurini преимущественно чёрного цвета, лишь иногда ноги полностью бледные или с контрастным чёрно-белым рисунком. Elasmosomites arkadyleleji это первый вид трибы Neoneurini с преимущественно красновато-коричневым телом. Видовое название E. arkadyleleji дано в честь доктора биологических наук, профессора и заслуженного деятеля науки РФ А. С. Лелея за его крупный вклад в исследование перепончатокрылых насекомых.